# Parque nacional Westland
El Parque nacional Westland Tai Poutini se encuentra en la Isla Sur de Nueva Zelanda. Creado en 1960, en el centenario del establecimiento de los europeos en lo que hoy es el distrito de Westland, tiene una superficie de 1175 km² y abarca desde los picos más altos de los Alpes del Sur hasta una costa salvaje y de difícil acceso.
En el parque hay glaciares, una fuente caliente, lagos y un bosque templado húmedo y, en la costa, los restos de algunos poblados mineros de la época de la fiebre del oro.
La fauna incluye varias especies de grandes mamíferos apreciados por los cazadores, incluido el ciervo, el rebeco y el Tahr. 
El parque forma parte de la región llamada Te Wahipounamu, que se encuentra en la Lista del Patrimonio Mundial de la UNESCO.